# Gulnara Maksutowna Fattachetdinowa
Gulnara Maksutowna Fattachetdinowa (russisch Гульнара Максутовна Фаттахетдинова, engl. Transkription Gulnara Fattakhetdinova; * 13. Oktober 1982 in Moskau, Sowjetunion) ist eine ehemalige russische Tennisspielerin.

## Karriere
Fattachetdinowa, die am liebsten auf Hartplätzen spielte, begann im Alter von sieben Jahren mit dem Tennis.
Sie gewann während ihrer Karriere zwei Einzel- und elf Doppeltitel des ITF Women’s Circuits. Auf der WTA Tour sah man sie erstmals im Hauptfeld bei den Tashkent Open 2002 im Einzel. Sie verlor ihr Erstrundenmatch gegen Anousjka van Exel mit 1:6 und 2:6.

## Turniersiege

### Einzel
| Nr. | Datum       | Turnier  | Kategorie   | Belag     | Finalgegnerin   | Ergebnis      |
| --- | ----------- | -------- | ----------- | --------- | --------------- | ------------- |
| 1.  | August 2000 | Istanbul | ITF $10.000 | Hartplatz | Duygu Akşit Oal | 6:0, 6:4      |
| 2.  | April 2001  | Makarska | ITF $10.000 | Sand      | Barbara Orlay   | 6:3, 4:6, 6:2 |

### Doppel
| Nr. | Datum         | Turnier          | Kategorie   | Belag             | Partnerin           | Finalgegnerinnen                         | Ergebnis      |
| --- | ------------- | ---------------- | ----------- | ----------------- | ------------------- | ---------------------------------------- | ------------- |
| 1.  | Juli 2000     | Istanbul         | ITF $10.000 | Hartplatz         | Walerija Bondarenko | Irina Kornienko Alena Jaryschka          | 6:2, 4:6, 6:3 |
| 2.  | August 2000   | Istanbul         | ITF $10.000 | Hartplatz         | Elena Voropaeva     | Seden Özlu Alena Jaryschka               | 1:6, 6:3, 6:4 |
| 3.  | Oktober 2001  | Kairo            | ITF $10.000 | Sand              | Alena Jaryschka     | Daniela Klemenschits Sandra Klemenschits | 7:62, 6:3     |
| 4.  | November 2001 | al-Mansura       | ITF $10.000 | Sand              | Alena Jaryschka     | Maša Vesenjak Urška Vesenjak             | 6:1, 6:2      |
| 5.  | Januar 2002   | Courmayeur       | ITF $10.000 | Teppich           | Marija Kondratjewa  | Julija Bejhelsymer Jolanda Mens          | 5:7, 6:3, 6:4 |
| 6.  | Februar 2002  | Istanbul         | ITF $10.000 | Hartplatz (Halle) | Giorgia Mortello    | Eszter Molnár İpek Şenoğlu               | 7:5, 6:1      |
| 7.  | Juli 2002     | Rabat            | ITF $10.000 | Sand              | Marija Kondratjewa  | Debby Haak Jolanda Mens                  | 6:3, 7:5      |
| 8.  | August 2002   | Innsbruck        | ITF $25.000 | Sand              | Marija Kondratjewa  | Magdalena Kučerová Lydia Steinbach       | 6:4, 4:6, 6:3 |
| 9.  | Februar 2003  | Doha             | ITF $25.000 | Hartplatz         | Galina Fokina       | Adriana Barna Scarlett Werner            | 6:4, 6:3      |
| 10. | März 2003     | Sankt Petersburg | ITF $25.000 | Teppich (Halle)   | Galina Fokina       | Irina Bulykina Alena Jaryschka           | 6:0, 6:3      |
| 11. | Januar 2004   | Dubai            | ITF $10.000 | Hartplatz         | Hana Šromová        | Daniela Klemenschits Sandra Klemenschits | 6:3, 4:6, 6:4 |

## Abschneiden bei Grand-Slam-Turnieren

### Doppel
| Turnier         | 2003 | 2004 | Karriere |
| --------------- | ---- | ---- | -------- |
| Australian Open | —    | 1    | 1        |
| French Open     | 1    | 1    | 1        |
| Wimbledon       | —    | —    | —        |
| US Open         | —    | —    | —        |